# Manfred (Carmelo Bene)
Il Manfred è uno spettacolo teatrale del 1978, diretto, interpretato e tradotto da Carmelo Bene, tratto dal poema drammatico di George Gordon Byron, e le musiche di Robert Schumann, con la presenza di Lydia Mancinelli. 

## Trama
L'intreccio ricalca quello dell'omonima opera byroniana.

## Esegesi critica

Carmelo Bene

Con il periodo cosiddetto concertistico e con l'avvento della macchina attoriale la voce-orchestra evocatrice di Carmelo predomina sulla scena incontrastata, sì da far scrivere a Gilles Deleuze:
André Scala scrive:
Alessandro Taverna scrive:
Piero Bellugi di quell'esperienza ricorda, in un'intervista sul Corriere Fiorentino con Gherardo Vitali Rosati: 

## Altre edizioni
Televisione:
- 1979 – Manfred, versione per concerto in forma di oratorio; regia e interprete[2] principale C.B.; direttore della fotografia Giorgio Abballe; aiuto regia M. Fogliatti; montaggio RVM F. Biccari; elaborazione elettronica per il colore M. Taruffi; direttore di scena M. Contini; mixer video M. Agrestini, S. Di Paolis; mixage audio A. Bianchi; altri interpreti: Astarte - L. Mancinelli, (soprano) A. Tammaro, (contralto) S. Mukhametova, (tenore) D. Di Domenico, (bassi) F. Tasin, B. Ferracchiato, A. Picciau, A. Santi; Orchestra e coro comunale di Bologna; direttore d'orchestra P. Bellugi; maestro del coro L. Magiera; registrazione in esterni, realizzazione e produzione RAI; coordinamento per l'edizione L. Stefanucci; trasmesso il 12/9/1983, Rai 2.

Radio:
- 1979 – Manfred; da Byron – Robert Schumann